# Getec-Gruppe

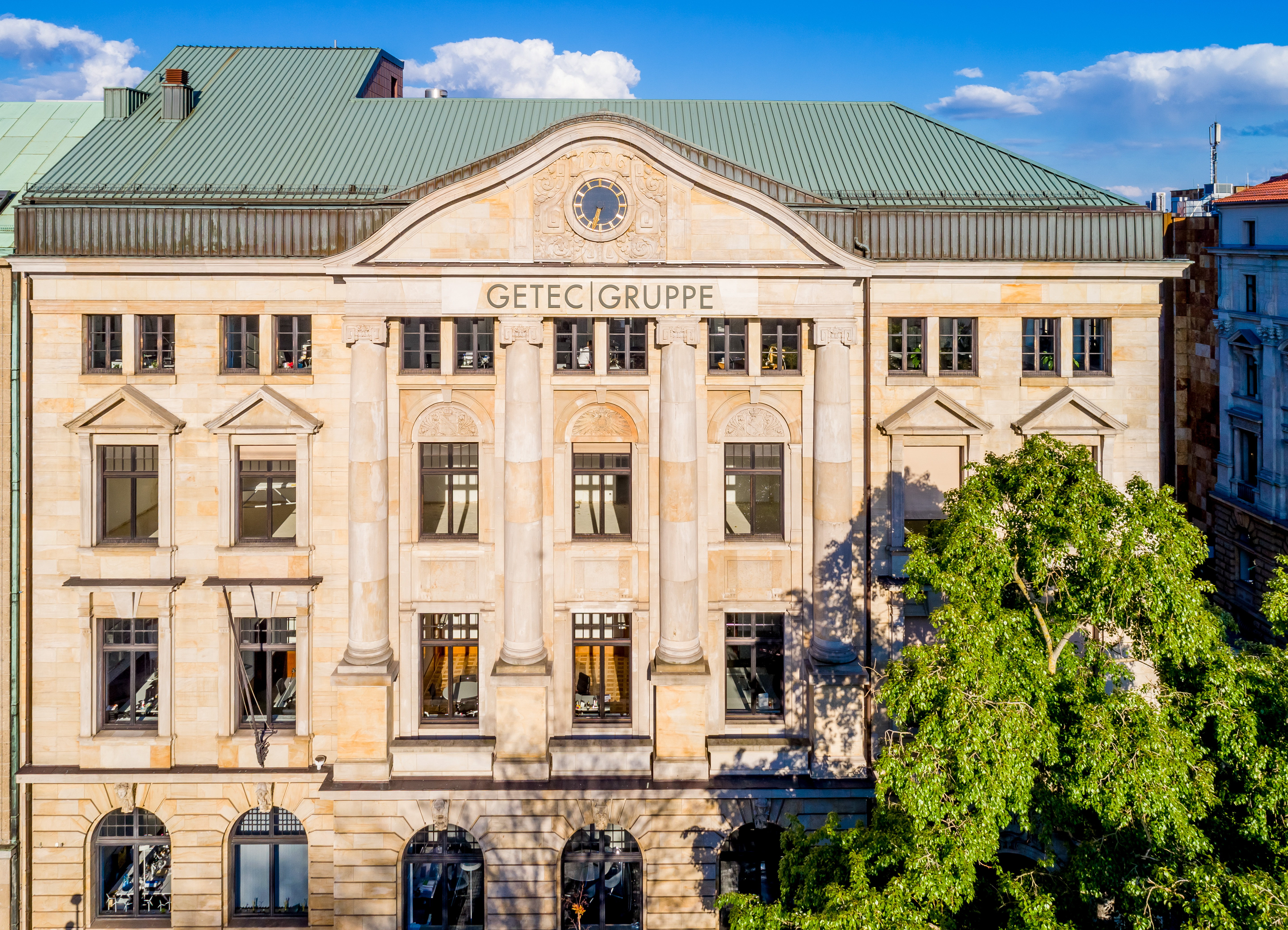
Hauptsitz der Getec-Gruppe in Hannover (2017)

Die Getec-Gruppe (kurz Getec, Eigenschreibweise GETEC) ist ein deutscher Energie- und Dienstleistungskonzern mit Hauptsitz in Hannover. Das Unternehmen besteht vorrangig aus zwei Teilkonzernen, die auf das Energiemanagement für Großkunden, erneuerbare Energien aus Wind- und Solarparks sowie auf Arealnetze und Messdienstleitungen spezialisiert sind. Getec ist einer der größten Anbieter von Contracting und Dienstleister von Stadtwerken.
Die Getec-Gruppe wurde in Magdeburg gegründet und ist heute europaweit aktiv.

## Geschichte
1993 gründete Karl Gerhold den Energiedienstleister Getec mit Hauptsitz in Magdeburg. Der aus Hessen stammende Volkswirt und Politiker hatte die Staatskanzlei von Sachsen-Anhalt geleitet. Sein Unternehmen entwickelte zunächst Wärmelösungen für die Wohnungswirtschaft, später kamen Energielösungen für die Industrie hinzu. Getec ersetzte alte Kraft- und Heizwerke durch moderne dezentrale Anlagen. Diese waren im Zusammenhang mit den Veränderungen im Zuge des Aufbau Ost stark nachgefragt.
1996 folgte die Umwandlung in eine Aktiengesellschaft, um zukünftige Neu- und Ausgründungen zu erleichtern. Nach der Liberalisierung der Energiemärkte stieg Getec in den Energiehandel ein. Das Unternehmen war einer der ersten Teilnehmer an der Strombörse. Zudem etablierte es sich als Anbieter von Telekommunikations- und Netzwerktechnologie. Außerdem entwickelte sich das Immobiliengeschäft zu einem wichtigen Standbein.
2011 bündelte Gerhold die bestehenden Getec-Gesellschaften unter dem Dach der neuen Getec Energie Holding. Das Unternehmen stieß in weitere Bereiche des Energiemarkts vor, insbesondere im Bereich Contracting. In den 2010er-Jahren wurde frühzeitig in Biogas-Anlagen, Wind- und Solarparks investiert. Beispielsweise baute Getec mit dem Photovoltaikhersteller Q Cells in Zerbst im Landkreis Anhalt-Bitterfeld einen der größten Solarparks in Deutschland und Europa.
2016 stieg der Finanzinvestor EQT bei Getec ein. Daraus entwickelte sich die G+E Getec Holding als selbständiger Teil der Getec-Gruppe. 2021 wurde die G+E Getec Holding verkauft, die heute als Getec Group auftritt und komplett unabhängig von der Getec Energie Holding ist. Die Getec-Gruppe von Karl Gerhold konzentrierte sich in der Folgezeit auf das Energiemanagement für Großkunden, etwa die Deutsche Bahn und die Deutsche Wohnen. Im August 2024 wurde der Verkauf der Getec Energie GmbH an BP abgeschlossen. Seitdem besteht die Unternehmensgruppe vornehmlich aus der Getec green energy GmbH und der Getec net GmbH.

## Konzernstruktur
Die Getec Energie Holding GmbH stellt den Konzernabschluss der Getec-Gruppe auf. Es handelt sich um eine deutsche Gesellschaft mit beschränkter Haftung. Während die Holding vor allem Stabsfunktionen wahrnimmt, liegt das operative Geschäft in den Teilkonzernen der Getec Green Energy GmbH und der Getec Net GmbH. Dazu kommen weitere Beteiligungen im In- und Ausland.
Die Getec-Gruppe befand sich bis 2022 vollständig in Familienbesitz unter der Geschäftsführung von Karl und Heidelinde Gerhold. Seit 2022 gehört die Gruppe einem Investment Fund wird aber weiterhin von Karl Gerhold geleitet.

## Geschäftsbereiche
Getec Green Energy hat seinen Schwerpunkt in der Konzeption, Umsetzung und Nutzung erneuerbarer Energien, insbesondere in der Entwicklung und dem Betrieb von Anlagen zur Erzeugung von Strom, Wärme und Gas aus Quellen wie Biogas, Holz, Abfallstoffe, Wind- und Sonnenenergie. Die Leistungen decken ein Spektrum von der Flächenauswahl bis zum Management von Brennstoffen und Substraten sowie das Investment in Anlagen ab. Getec Green Energy betreibt mehrere große PV-Parks.
Getec Net erbringt Dienstleistungen rund um die Planung, den Aufbau und den Betrieb von Versorgungsnetzen, den Messstellenbetrieb und Messauswertung, Energielieferungen sowie Marktprozesse wie die Bilanzierung. Das Angebot richtet sich insbesondere an Eigentümer von komplexen Liegenschaften, etwa Einkaufs- und Bürozentren.

## Engagement
Die Getec-Gruppe und ihre Gesellschafter fördern Kunst, Kultur, Wissenschaft und Breitensport vorzugsweise an den Standorten Magdeburg und Hannover. Das Unternehmen ist Hauptsponsor der Handball-Abteilung des SC Magdeburg. Außerdem hält sie die Namensrechte der Spielstätte, die heute Getec-Arena heißt. Neben den Handballern werden die Fußballer des 1. FC Magdeburg und von Hannover 96 unterstützt.
Im August und September 2024 ließen Gerhold und Getec der CDU Parteispenden in Höhe von insgesamt 90.000 Euro zukommen.